# Sielc II (gmina)
Sielc II (od 1868 Białosielc) – dawna gmina wiejska istniejąca w XIX wieku w guberni łomżyńskiej. Siedzibą władz gminy był Sielc.
Za Królestwa Polskiego gmina Sielc II należała do powiatu pułtuskiego w guberni łomżyńskiej, a od 1867 w do powiatu makowskiego. 10 stycznia 1868, gmina została zniesiona przez przemianowanie na gminę Białosielc, aby uniknąć pomylenia z gminą Sielc I.